# Gran Jardín de la Sierra
Gran Jardín de la Sierra, oficialmente Resguardo Indígena de Origen Colonial Gran Jardín de la Sierra, es un territorio de origen ancestral perteneciente al corregimiento de San Bartolomé de Males, hace parte del globo de terreno que abarca el tratado protocolizado el 13 de enero de 1906 en la República de Colombia mediante Escritura Pública de Origen Colonial Número 509, la cual está registrada en la oficina de instrumentos públicos, seccional Ipiales, Nariño.
En la Amazonia colombiana, el Gran Jardín de la Sierra es una de las regiones más representativas desde el punto de vista de cobertura forestal. La vegetación corresponde a un tipo de selva húmeda tropical, que en algunos sectores ha sido fuertemente intervenida para el aprovechamiento comercial de maderas, el establecimiento de plantaciones agrícolas y áreas para ganadería y para la explotación indiscriminada de hidrocarburos y minerales.

## El Resguardo Indígena de Origen Colonial Gran Jardín de la Sierra
Según la Fiscalía General de la Nación de la República de Colombia "La organización denominada Gran Jardín de la Sierra que se autoproclamaba como comunidad indígena resultó ser un grupo de personas que se aprovechaban de los recursos naturales y deforestaban grandes espacios de bosque. Han sido arrestados los cabecillas de esa organización y desenmascarados sus falsos orígenes
Nueve personas investigadas por estos hechos fueron enviados a la cárcel. Estos son: Julián Otero Salazar, quien fungía como vicecacique indígena del resguardo Gran Jardín de la Sierra; Jesús Hernán Román Fajardo Pejendino, supuesto cacique del resguardo; Daniel Belalcázar Medina, presunto coordinador del proyecto Redd +; Óscar Daniel Belalcazar Castillo, señalado de manejar la contabilidad de la venta de títulos y administrador de una página web; Julián Cardona Henao, quien figuraría como gobernador del resguardo; Braulio Aguilar Yustes, supuesto concilio de la comunidad indígena; Cedulfo Rodríguez Silva, investigado por vender títulos; Javier Humberto Tucurí Marín, presunto coordinador de la asociación indígena en Orito, y Dayara Jelicsa Valencia Bolaños, presunta secretaria del resguardo."
En el año 2019 los líderes investigados por estos hechos fueron liberados luego de firmar un preacuerdo con la Fiscalía General de la Nación, desde entonces la comunidad ha quedado sin un rumbo claro para seguir adelantando los proyectos que venían desarrollando y actualmente se desconoce el estado de este proceso de organización para la autosostenibilidad comunitaria, por tanto la comunidad del Gran Jardín de la Sierra ha quedado a merced de la Organización de Estados Americanos (OEA), quien en su más reciente informe relacionado con el caso, denominado Pueblos Indígenas y tribales de la Panamazonía, indica que: "En otros escenarios, aunque se obtendrían sentencias que acogen el derecho a la propiedad de pueblos o comunidades indígenas, estas no serían efectivamente cumplidas. Según lo reportado, sería el caso del Gran Jardín de la Sierra en Colombia. En efecto, la CIDH recibió información que indica que desde el año 2013, el Gran Jardín de la Sierra y todos los resguardos indígenas amparados en la Escritura Pública de Origen Colonial No. 509 habrían sido denunciados por usurpación. Se habrían presentado tres derechos de petición y un centenar de correspondencias dirigidas principalmente a la Presidencia de la República de Colombia, el Ministerio del Interior y el Instituto Colombiano de Desarrollo Rural (INCODER) hoy Agencia Nacional de Tierras (ANT), En el año 2016, se habría interpuesto una acción de tutela ante el tribunal superior del distrito judicial de Cali, el cual habría fallado a su favor ordenando a la ANT determinar la constitución del resguardo Gran Jardín de la Sierra. No obstante, según información recibida por la CIDH, esta orden judicial no habría sido ejecutada por la ANT al considerar que, dentro del territorio, habría parques nacionales, predios privados y otros resguardos indígenas. En la misma sentencia, se ordenaría la adopción de las medidas necesarias para evitar que el territorio fuera ocupado por terceros, pero se habrían continuado titulando predios y autorizando proyectos extractivos".
Actualmente, el Resguardo Indígena de Origen Colonial Gran Jardín de la Sierra, más conocido como Gran Jardín de la Sierra, es una entidad territorial definida como institución legal y sociopolítica de carácter especial que goza de las garantías de la propiedad colectiva – privada, conforme a lo establecido en el Contexto Constitucional Étnico Nacional e Internacional.
Este territorio está conformado por cinco parcialidades indígenas (Jardín de la Sierra, La Sardina, Los Cerros, Alto Guisia y La Florida), siendo parte del corregimiento de San Bartolomé de Males, territorio entregado por la corona española (Antes de la creación de la República de Colombia) a las comunidades indígenas que cuidaran de él, a través del tratado protocolizado el 13 de enero de 1906 en la Notaria Primera de Ipiales, Nariño, el cual se encuentra consagrado en la Escritura Pública Número 509, registrada en la Oficina de Registro de Instrumentos Públicos y Privados Seccional Ipiales, Nariño, en el Libro Primero (1°), Tomo Único, Folio 29, Partida 57 de fecha 20 de febrero de 1906.
En el ordenamiento territorial de la República de Colombia, el Gran Jardín de la Sierra se encuentra ubicado entre los departamentos de Nariño y Putumayo, en frontera con Ecuador y comprende un área de 293.647 hectáreas que mantienen el carácter de inalienables, imprescriptibles e inembargables.
Para el manejo del territorio y su vida interna, el Gran Jardín de la Sierra se rige por un Autogobierno amparado en el fuero indígena y su sistema normativo propio. El Autogobierno del Gran Jardín de la Sierra se compone de seis entes: Cacicazgo, Gobernación Central, Consejo Regional Indígena (CRI), Corporación Autónoma Ambiental Indígena (CAAI), Consejo de Medicina Ancestral Tradicional (CMAT) y el ente que garantiza la conservación de una estructura de unión y participación comunitaria promoviendo la autosostenibilidad y el etnodesarrollo, la Asociación Indígena Campesina Gran Jardín de la Sierra (AIC GJS).
Estos entes en conjunto representan a la comunidad trabajando por el fortalecimiento de los usos y costumbres, el cumplimiento de los deberes y derechos, la conservación y buen uso de la tierra y las buenas condiciones de salud, educación y vida humana, utilizando de manera adecuada los recursos económicos que le sean otorgados.
Fundamentos de Derecho: Artículo 3 de la Ley 89 de 1890 y Artículo 2.14.7.5.1 del Decreto 1071 de 2015.

## Los 4 pilares del Gran Jardín de la Sierra

### Asociación
La Asociación Indígena Campesina Gran Jardín de la Sierra fue creada en el año 2000 como asociación de hecho bajo el nombre «Asociación Campesina de la Sierra» por los indígenas y campesinos que se rebelaron contra los cultivos de uso ilícito, formando sus propias leyes, manteniendo su etnia, cultura, creencias sociales y religiosas, enmarcados en la ley colombiana.
En el año 2012 fue constituida legalmente como una empresa privada, sin ánimo de lucro, y en el marco del Plan de Vida del Resguardo Indígena de Origen Colonial Gran Jardín de la Sierra se definió como el organismo encargado de coordinar y administrar los programas y proyectos que benefician a la comunidad.

### Territorio
El Gran Jardín de la Sierra hace parte del corregimiento de San Bartolomé de Males, territorio entregado por la corona española (Antes de la creación de la República de Colombia) a las comunidades indígenas que cuidaran de él, a través del tratado protocolizado el 13 de enero de 1906 en la Notaria Primera de Ipiales, Nariño, y que se encuentra consagrado en la Escritura Pública de Origen Colonial Número 509. 

### Comunidad
La comunidad del Gran Jardín de la Sierra es una comunidad multiétnica tribal, conformada por indígenas, nativos y foráneos que se han desplazado de diferentes municipios y corregimientos de los departamentos de Nariño, Putumayo, Amazonas, Caquetá, Cauca y Valle del Cauca, agrupando 2.196 familias y 6.325 personas, que se dividen en las 5 parcialidades que conforman el resguardo (Jardín de la Sierra, Los Cerros, Alto Guisia, la Sardina y la Florida) y siendo todos asociados y beneficiarios de la Asociación Indígena Campesina Gran Jardín de la Sierra.

### Autogobierno
El Autogobierno del Gran Jardín de la Sierra se compone de 6 entes: El Cacicazgo, la Gobernación, el Consejo Regional Indígena (CRI), la Corporación Autónoma Ambiental Indígena (CAAI), el Consejo de Medicina Ancestral Tradicional y el ente principal que garantiza la conservación de una estructura de unión y participación comunitaria, la Asociación Indígena Campesina Gran Jardín de la Sierra.
Estos entes, en conjunto, representan a la comunidad trabajando por el fortalecimiento de los usos y costumbres, el cumplimiento de los deberes y derechos, la conservación y buen uso de la tierra y las buenas condiciones de salud, educación y vida humana, utilizando de manera adecuada los recursos económicos que le sean otorgados.

## Geografía

### Localización
El Resguardo se encuentra ubicado entre  los departamentos de Nariño y Putumayo, al sur de Colombia, en frontera con Ecuador. Su superficie es de 2.9365 km² (293.647 hectáreas), donde habitan 6325 personas, conformando un pueblo tribal que comparte usos y costumbres. Está conformado por 40 Cabildos que se dividen en 5 parcialidades administrativo-territoriales (Jardín de la Sierra, Los Cerros, Alto Guisia, La Sardina y La Florida).